# Mercedes-Maybach
Mercedes-Maybach — подразделение немецкого концерна Mercedes-Benz Group, пришедшее на смену закрытому в 2012 году убыточному предприятию Maybach. Основано в 2014 году в качестве суббренда Mercedes-Benz.
Первым автомобилем, выпущенным предприятием, стал люксовый Mercedes-Maybach S 500 на платформе 222 серии S-класса.

## История
В ноябре 2011 года руководство концерна Daimler AG приняло решение о сворачивании выпуска автомобилей Maybach, так как марке не удалось составить достойную конкуренцию Bentley Motors и Rolls-Royce. Рассматривалось два варианта решения: либо закрыть компанию, либо продолжить производство в партнёрстве с Aston Martin. Британский автопроизводитель даже разработал концепцию второго поколения Maybach. Однако сотрудничество не состоялось, и компания была закрыта. Как заявил глава концерна Дитер Цетше, руководство пришло к решению, что в люксовом сегменте Mercedes-Benz S-класс будет иметь бо́льший успех. Проект так и не вышел на уровень самоокупаемости: на каждом автомобиле Maybach концерн терял около 300 тысяч евро. В апреле 2012 года компания объявила о продаже автомобилей со скидкой в 100 000 долларов, чтобы избавиться от складских запасов. В полдень 14 августа Daimler распространил прейскурант на 2013 год, в котором напротив всех моделей (Maybach 57, 57S, 62, 62S и Landaulet) стояла пометка — «Снято с производства». 17 декабря 2012 года на заводе Зиндельфингене была выпущена последняя модель под маркой Maybach. Лимузины Maybach продавались до 2013 года, после чего название Maybach больше не использовалось.
В 2014 году концерн Daimler AG объявил о возрождении марки Maybach в качестве суббренда.

## Модельный ряд

### S-Klasse (X 222)
В конце 2014 года концерн Daimler объявил о возобновлении производства автомобилей с фамилией Maybach в названии. Первым автомобилем новой компании стала усовершенствованная версия Mercedes-Benz S-класса. Автомобиль получил название Mercedes-Maybach S-Klasse (X 222) и выпускался в двух версиях: S 500 (4,7-литровый V8) и S 600 (6,0-литровый V12). В отличии от стандартной версии, автомобиль имеет более качественные материалы, увеличенное пространство для ног (автомобиль стал на 40 см длиннее), эксклюзивные опции оборудования, недоступные для других вариантов S-класса, и ряд внешних отличий.
Новые Mercedes-Maybach S 500 и S 600 были впервые представлены на автосалонах в Лос-Анджелесе и Гуанчжоу. Основными рынками сбыта этого роскошного автомобиля называются Китай, Россия и США.
С начала 2016 года производитель предлагает лимузин Pullman, длиной 6,5 метра. В задней части этого автомобиля установлено четыре расположенных друг напротив друга сиденья. Mercedes-Maybach Pullman оснащен бензиновым V12 двигателем, мощностью 390 кВт (530 л. с.), взятым из модели S 600. Кроме этого, предлагаются бронированные версии Guard как обычного Maybach, так и версии Pullman.
В ноябре 2016 года, в автосалоне Лос-Анджелеса, была представлена ограниченная в 300 автомобилей серия роскошных кабриолетов Mercedes-Maybach S 650 на базе Mercedes-Benz C217. Кабриолет выделяется многочисленными хромированными деталями, эмблемами Maybach и 20-дюймовыми дисками, а при открытии дверей, логотип Maybach проецируется на дорогу. Для отделки салона использованы наиболее дорогие сорта кожи и натурального дерева, создана новая фактура обивки, а пошив сидений и обработка панелей производятся вручную. В автомобиле установлена даже система подачи теплого воздуха к шеям водителя и переднего пассажира. Автомобиль также оснащен пневмоподвеской. За основу взят самый мощный кабриолет Mercedes-AMG S 65 с битурбомотором V12 6.0 мощностью 630 л. с. и задним приводом. Колесная база и общая длина (5027 мм), в отличие от седанов под суббрендом Maybach, остались нетронутыми, но AMG-характер все же смягчен: семиступенчатый «автомат» 7G-Tronic лишился приставки AMG Speedshift Plus и обрел более комфортную программу управления. Предельная динамика не пострадала: с места до 100 км/ч такой кабриолет массой 2,3 тонны разгоняется за 4 секунды. Максимальная скорость ограничена электроникой на отметке 250 км/ч. Кабриолет продавался с весны 2017 года по цене 357 000 евро.

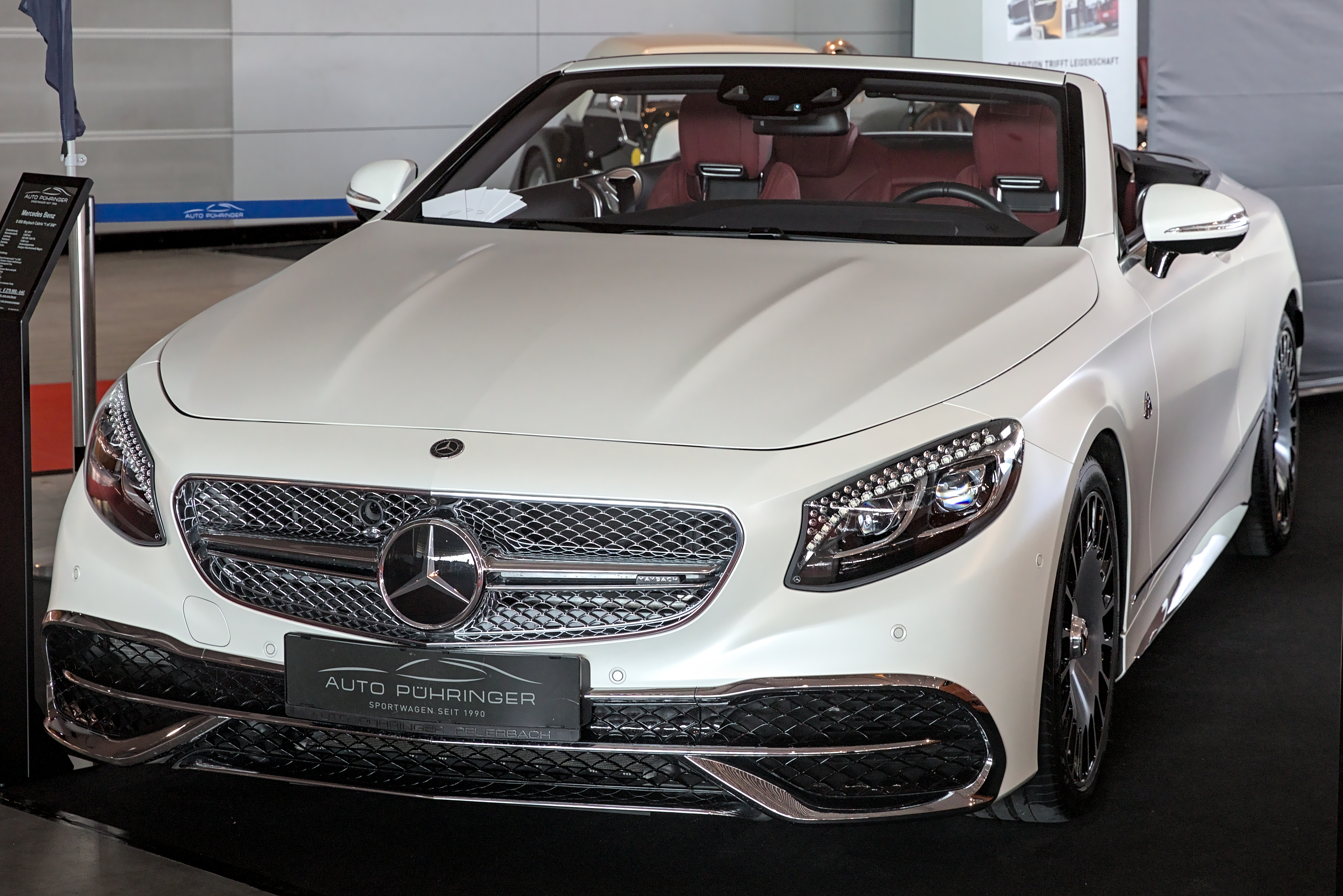
Mercedes-Maybach S 650 Cabriolet

В 2017 году флагманская серия подверглась комплексному рестайлингу, который привнёс изменения во внешний вид, набор электронных систем и модельный ряд двигателей автомобиля. Внешние изменения затронули оптику, бамперы и решётку радиатора, в то время как внутренние коснулись рулевого колеса, цветовой палитры отделки и некоторых элементов передней панели (в частности дисплеи были помещены под единое стекло). Обновились существующие и добавились новые системы помощи водителю.
В марте 2018 года, на Женевском автосалоне, была представлена еще одна обновленная версия с измененной решеткой радиатора и двухцветной окраской.

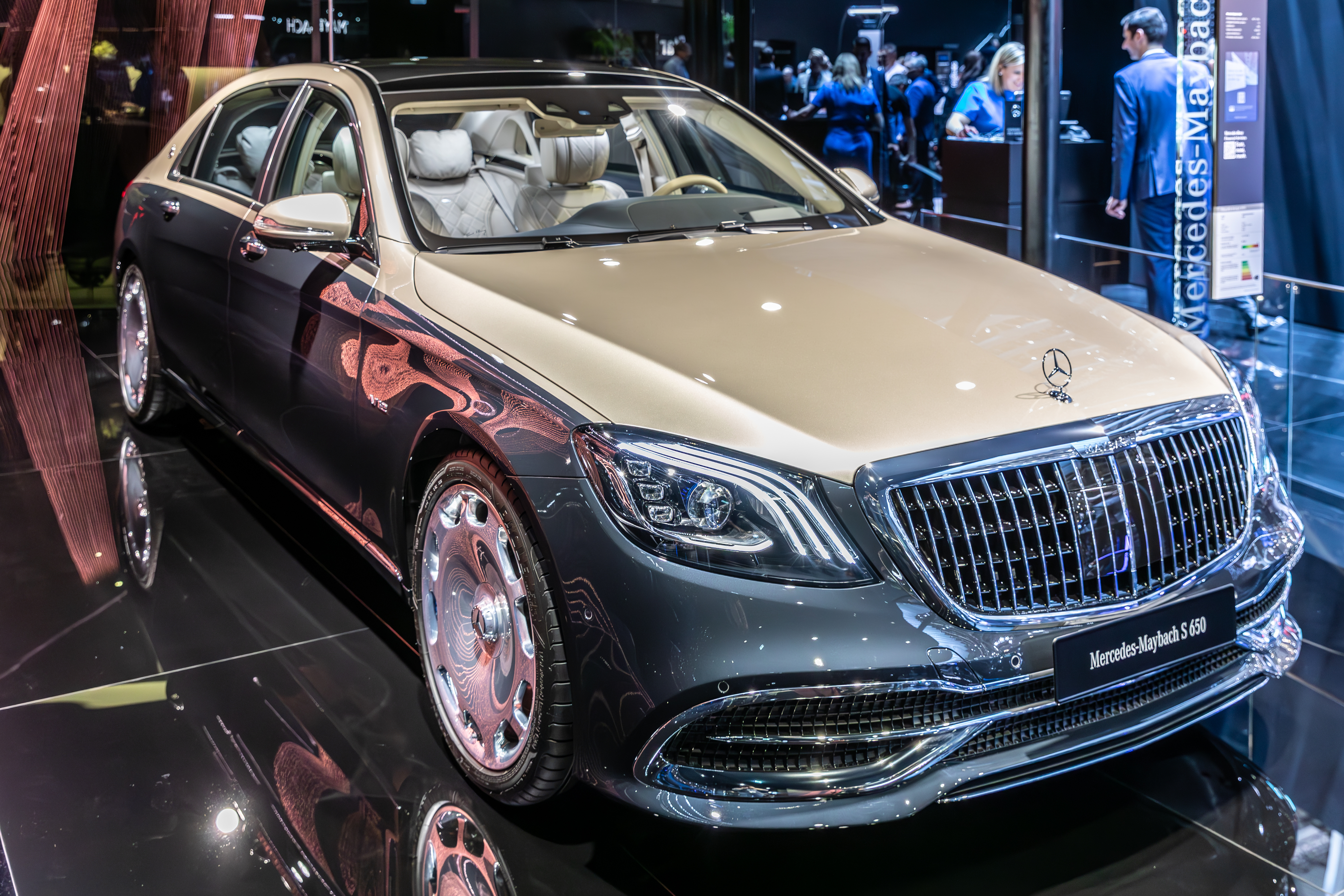
S 650 (2019)
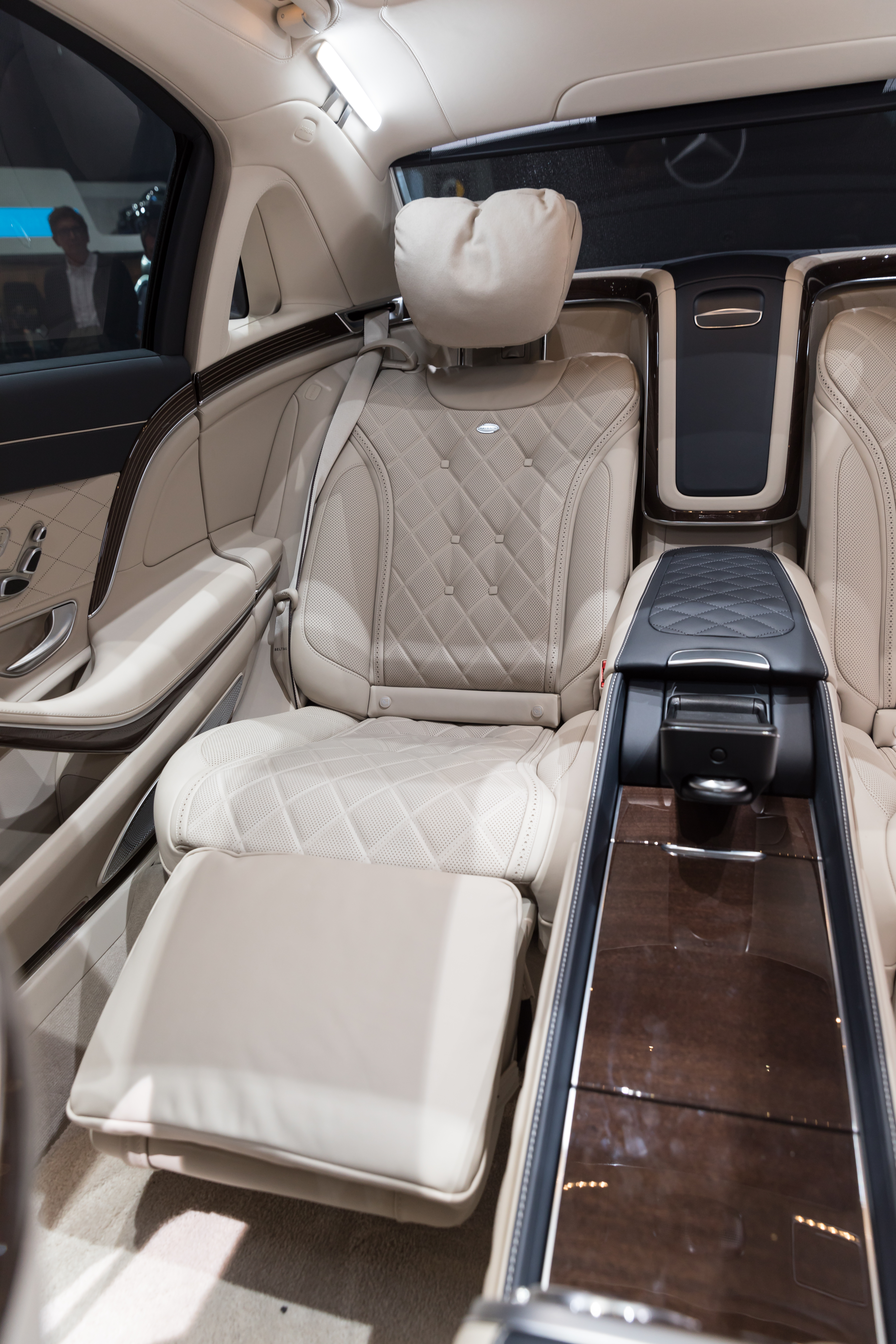
Капитанское сиденье в S 650
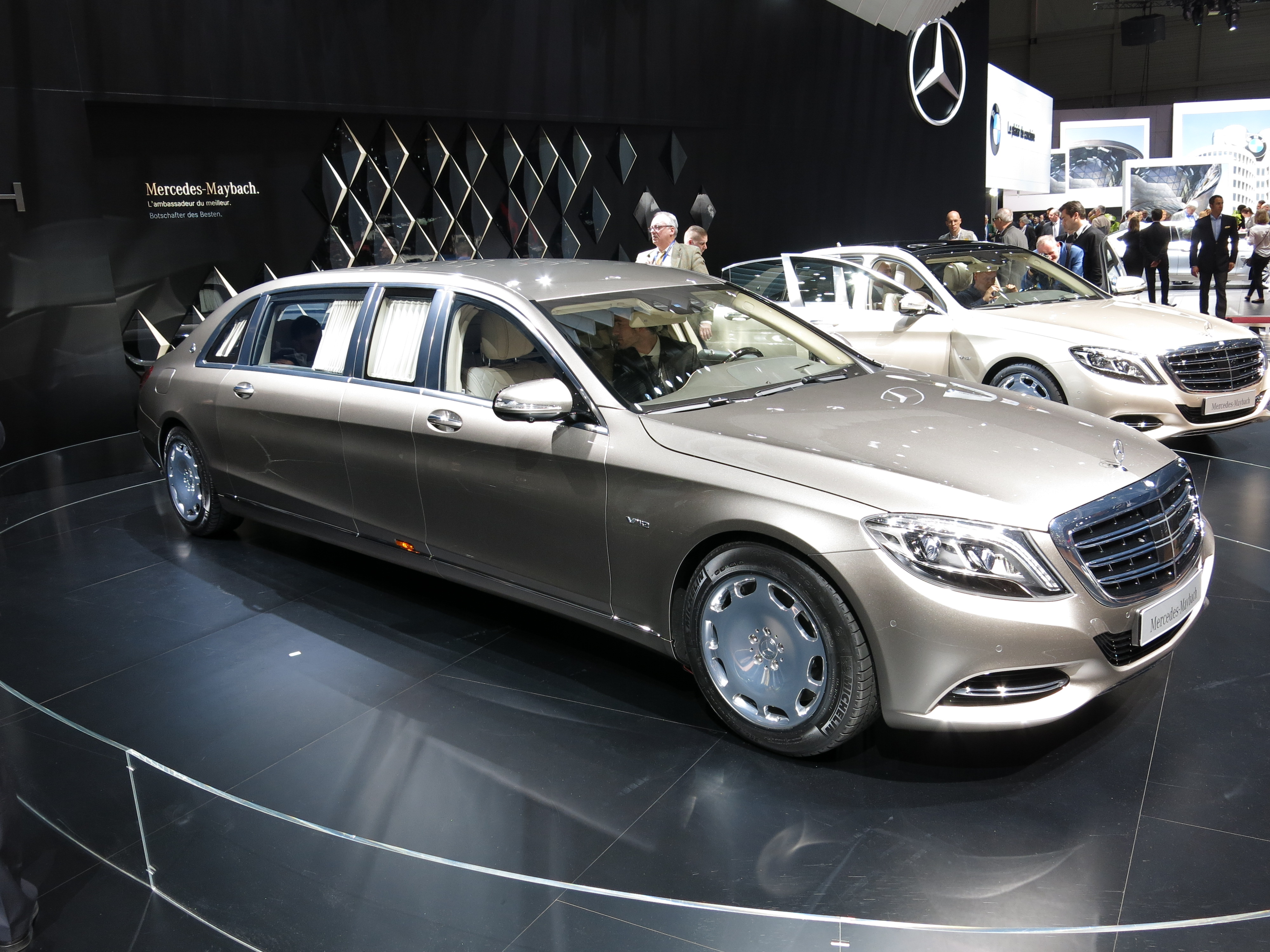
Лимузин Pullman на Geneva Motor Show

### Modell 6
На Pebble Beach Concours d’Elegance в августе 2016 года был представлен концепт-кар Mercedes-Maybach 6. Двухдверный автомобиль длиной 5,7 метра представляет собой Maybach будущего.
Автомобиль оснащен четырьмя электродвигателями, которые приводят в движение все четыре колеса и развивают общую мощность в 550 кВт (750 л. с.). Несмотря на небольшую высоту автомобиля (1,30 метра), в днище кузова установлены большие аккумуляторы, которые обеспечивают запас хода до 500 км. При зарядке постоянным током мощностью 350 кВт пяти минут достаточно, чтобы автомобиль смог проехать 100 километров.
В салоне автомобиля установлен огромный передний дисплей, электронные зеркала заднего вида, а также датчики на сиденьях, которые передают информацию о цвете одежды пассажиров на электронику, для создания соответствующего освещения внутри. Четырехместный автомобиль разгоняется до 100 км/ч менее чем за четыре секунды и развивает максимальную скорость 250 км/ч.

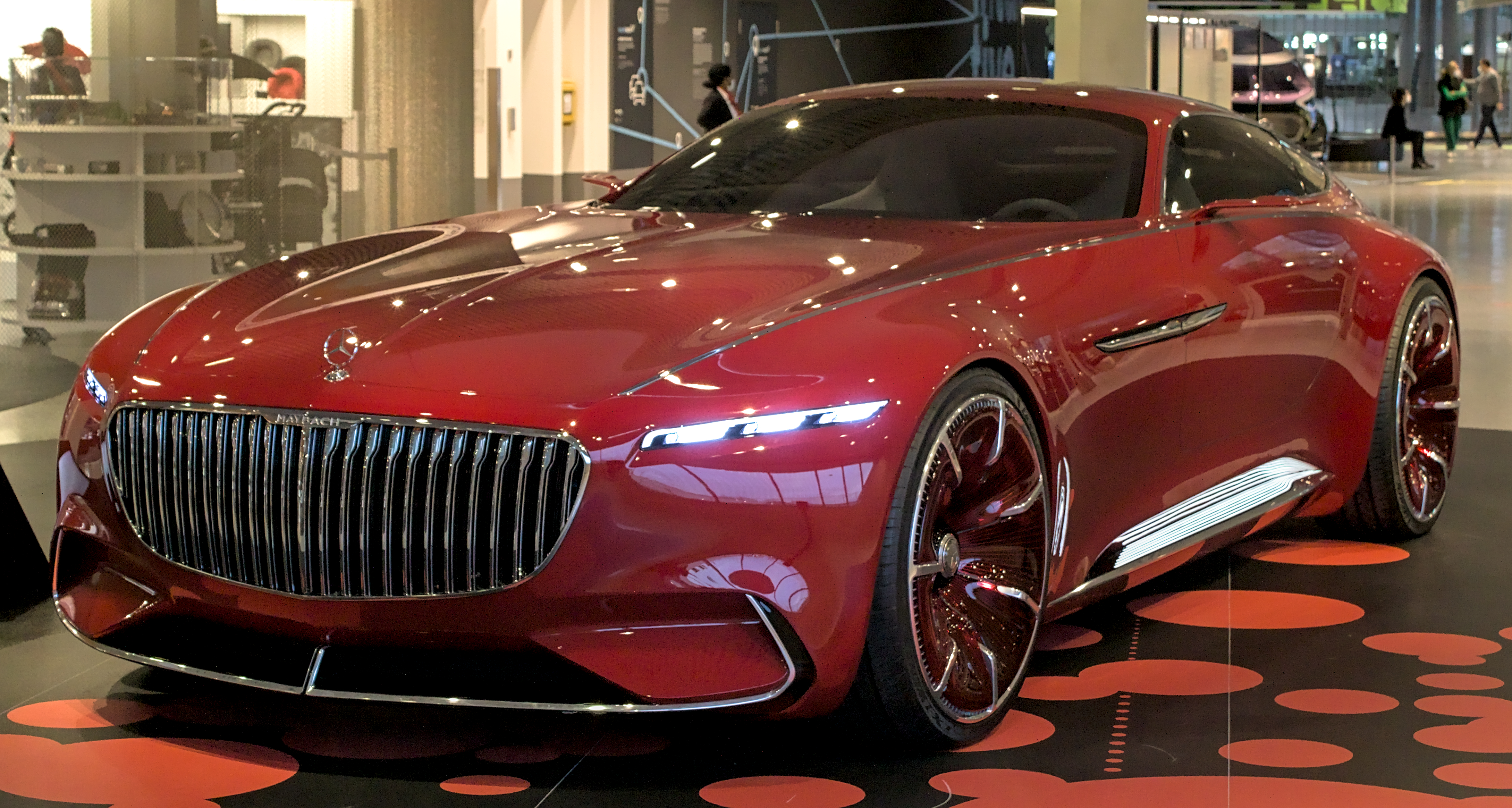
Mercedes-Maybach 6 (2016), вид спереди
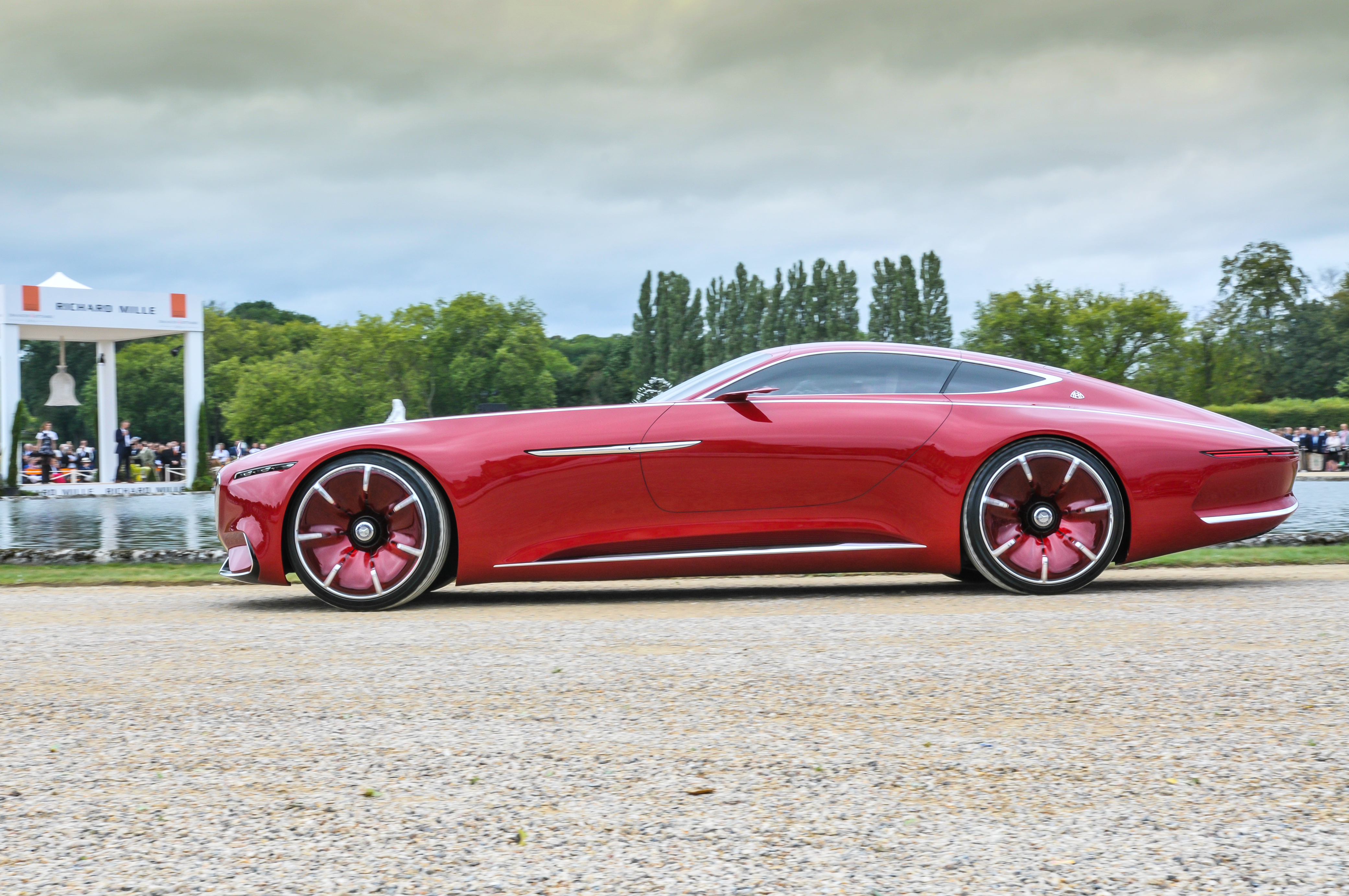
Mercedes-Maybach 6 (2016), вид сбоку

В 2017 году, в Пеббл-Бич, Mercedes-Maybach также представили концепт Mercedes-Maybach 6 Cabriolet. Он унаследовал силовую установку и габариты от купе. Обе версии оснащены 24-дюймовыми колесами и роскошным деревянным полом внутри. Складывающаяся крыша кабриолета вышита нитями из розового золота.

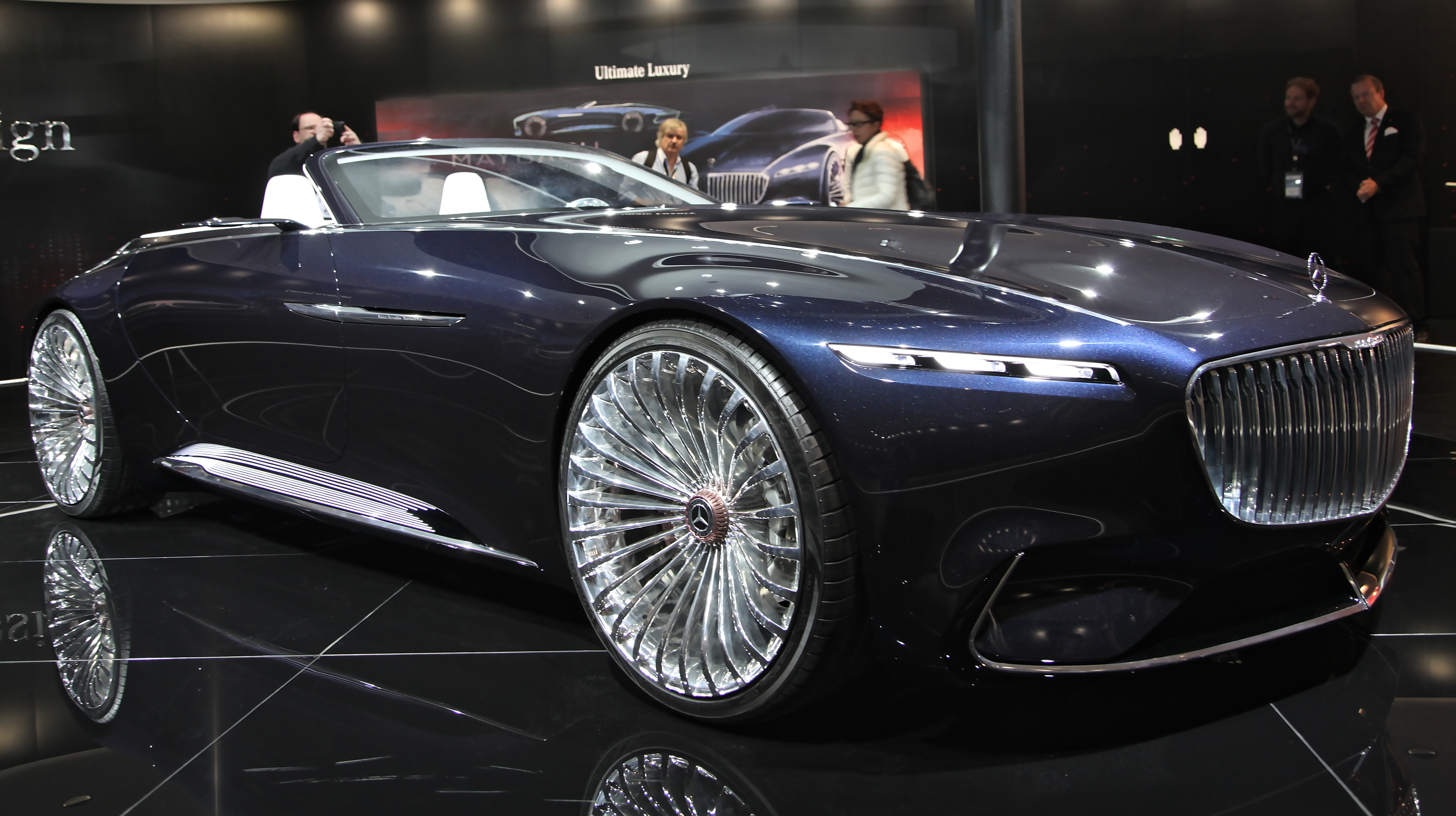
Mercedes-Maybach 6 Cabriolet (2017)
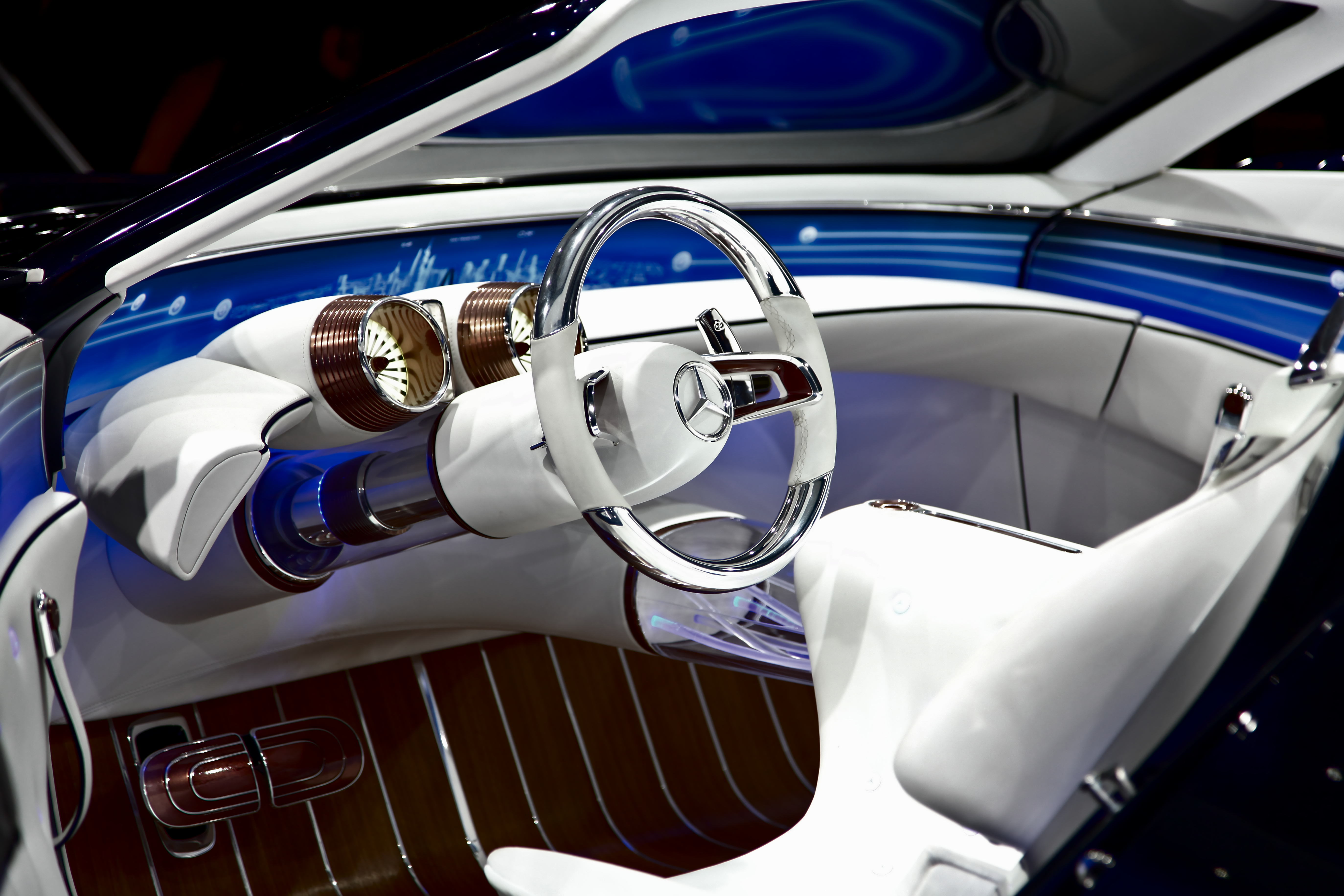
Вид изнутри

### G-Klasse
На 87. Genfer Auto-Salon был представлен G-Klasse Landaulet, базирующийся на G 500 4x42, однако, имеющий силовую установку мощностью 463 кВт (630 л. с.) от G 65 AMG.
Разгоняется 3,3-тонный Landaulet до 100 км/ч менее чем за шесть секунд; максимальная скорость ограничена до 180 км/ч.
Автомобиль выпущен ограниченной серией в 99 экземпляров и поступил в продажу осенью 2017 года по цене 749 700 евро.

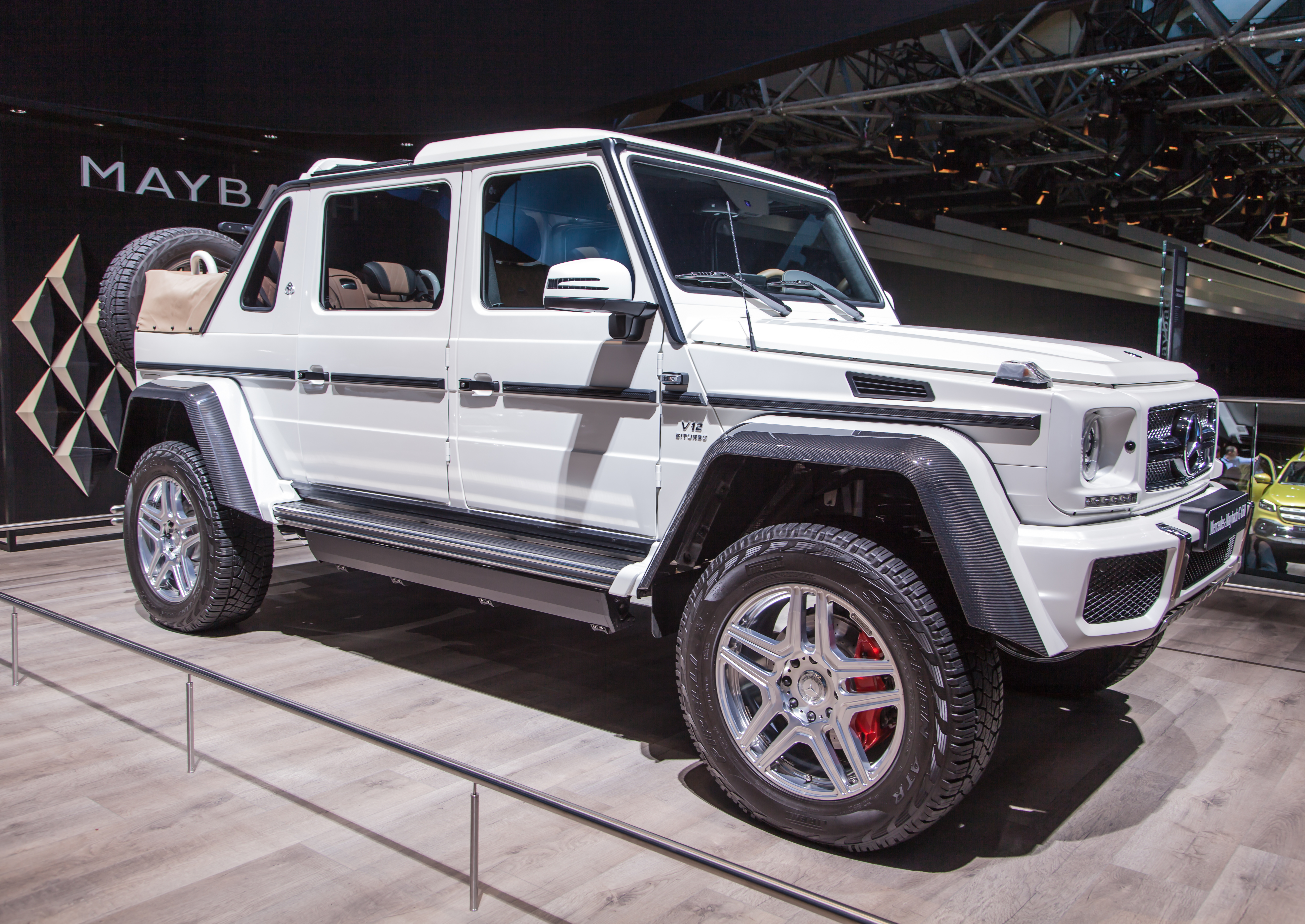
G 650 Laundalet (2017), вид спереди
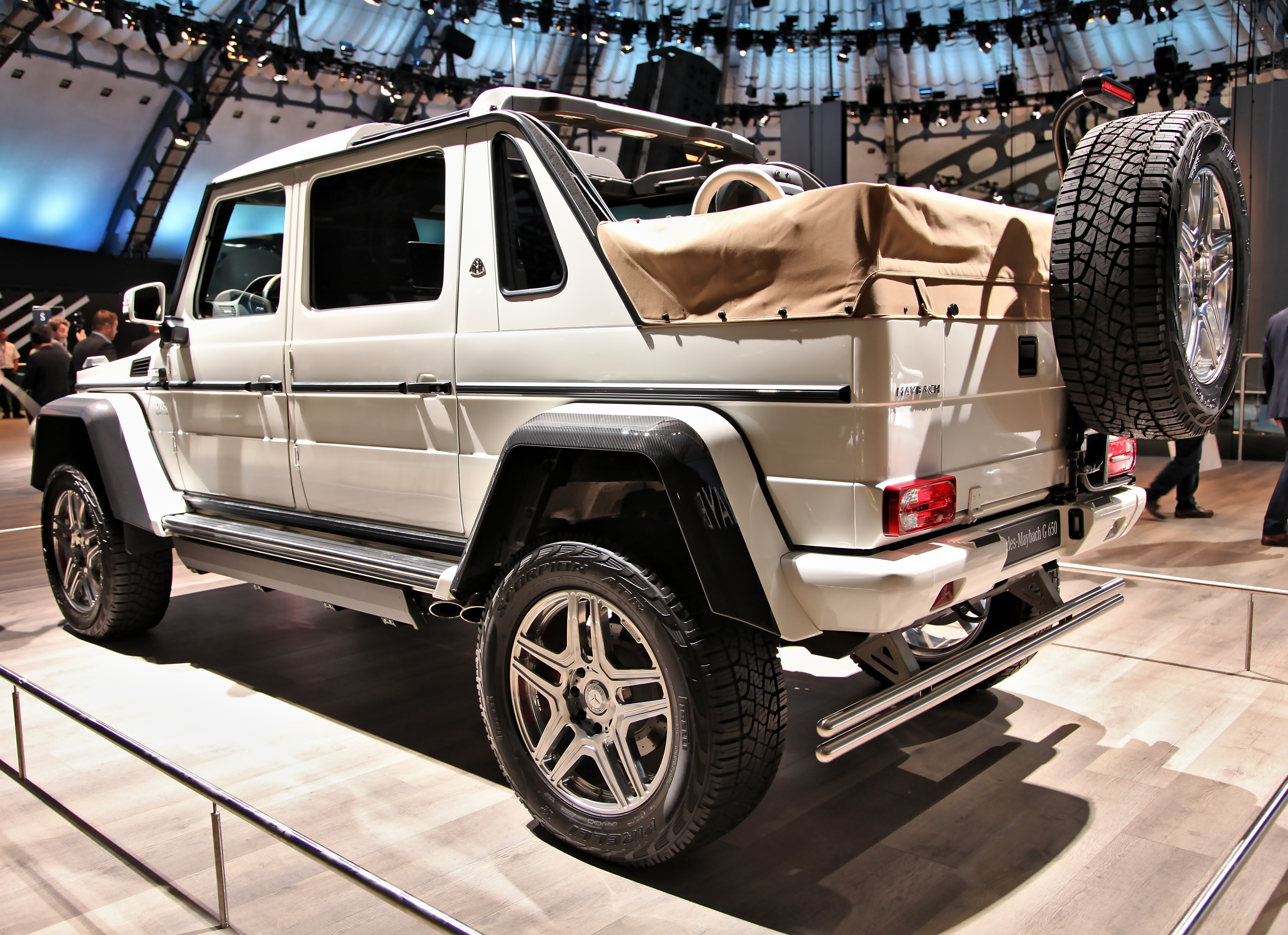
G 650 Laundalet (2017), вид сзади

### Ultimate Luxury
Концепт-кар Mercedes-Maybach Ultimate Luxury был представлен в автосалоне в Пекине в 2018 году. Автомобиль длиной 5,26 метра представляет собой возможный седан-внедорожник на базе Mercedes-Benz GLS. Как и в случае с Mercedes-Maybach 6, приводится в движение четырьмя электродвигателями, обеспечивающими общую мощность 550 кВт (750 л. с.); емкость аккумулятора составляет 80 кВт/ч, а запас хода заявлен 500 км. Максимальную скорость ограничена электроникой до 250 км/ч.

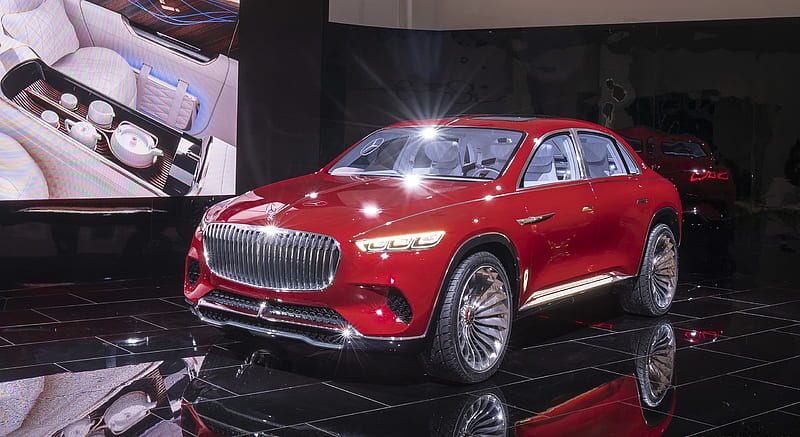
Mercedes-Maybach Ultimate Luxury (2018)

### GLS (X 167)
Mercedes-Maybach GLS 600 (X 167) презентовали в 2019 на Guangzhou Auto Show. Одной из новинок стали выдвижные подножки с электроприводом и подсветкой: они выезжают из-под порогов примерно за секунду после открытия дверей и могут выдержать нагрузку до 200 кг. Штатное оснащение — два капитанских сиденья с электрорегулировкой боковых секций, спинки которых можно откинуть назад на 43,5 градуса, приняв полулежачее положение. Кроме того, в центральной консоли прячутся складные столики и холодильник. Также предусмотрен обогрев, вентиляция и встроенный массаж сидений. Кроссовер оснащен тем же битурбо V8 4.0 мотором, что и более простой Mercedes-Benz GLS 580, хотя его отдача все-таки повышена — с 489 л. с. до 558 л. с. А еще для роскошного кроссовера разработан отдельный ездовой режим Maybach, который меняет настройки силового агрегата и подвески для наиболее комфортного перемещения. Автомобиль разгоняется до 100 км/ч за 4,9 с, максимальная скорость ограничена до 250 км/ч. Автомобиль вышел в продажу в 2020 году.

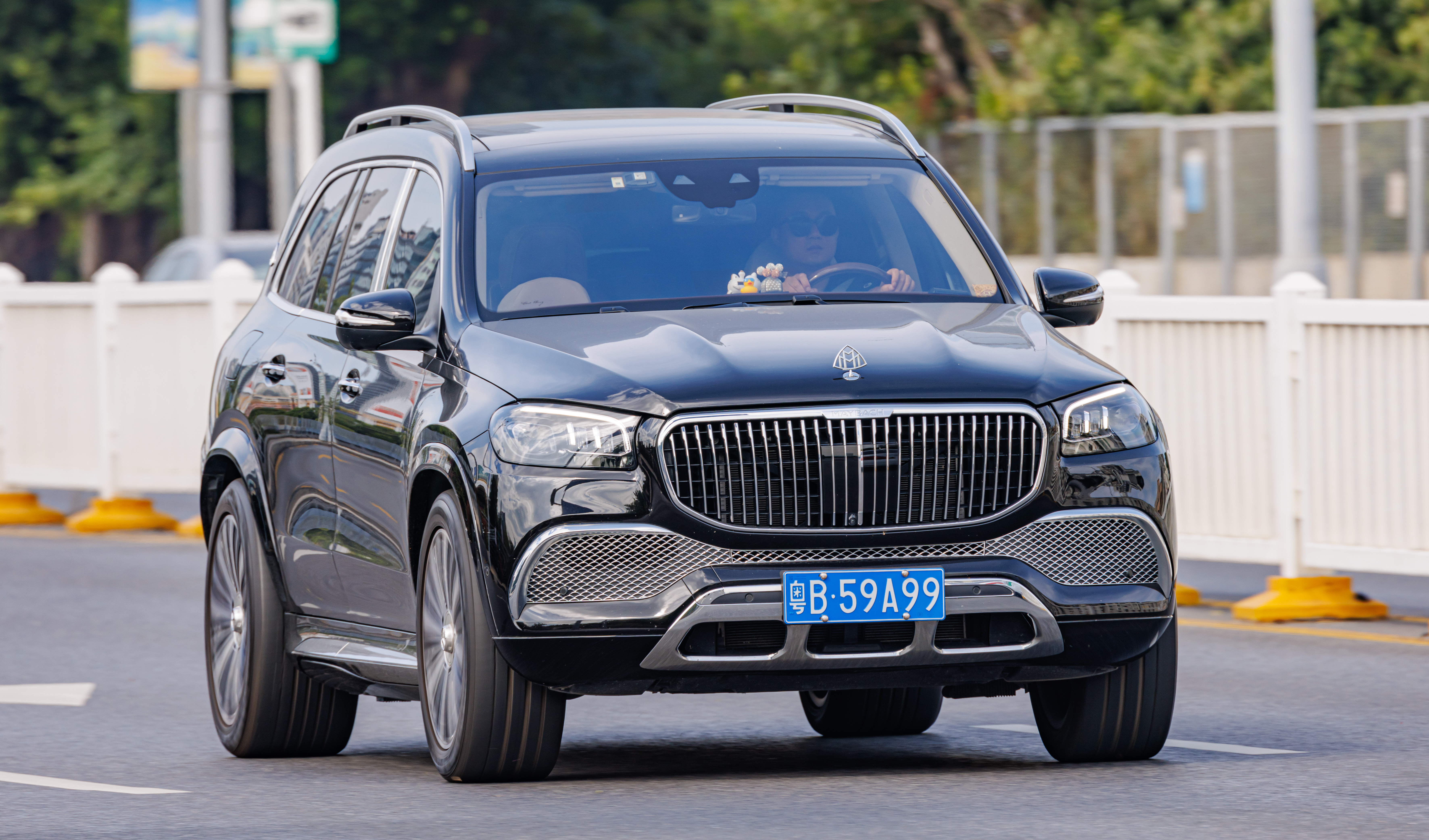
Mercedes-Maybach GLS 600

### S-Klasse (Z 223)
Mercedes-Maybach Z 223 представлен в конце 2020 года.
Опциональными, как и на обычном S-Class, являются активная гидропневматическая подвеска E-Active Body Control, управляющая каждым колесом по отдельности и приподнимающая кузов на восемь сантиметров при угрозе бокового удара. А также полноуправляемое шасси, в котором задние колёса поворачиваются на угол до 4,5 или 10 градусов, сокращая тем самым радиус поворота с 13,1 метра до 12,2 и 11,2 метра соответственно. Во второй половине 2021 года на всей линейке S-Class стал доступен автопилот Drive Pilot третьего уровня, но он будет работать только в плотном потоке на некоторых автомагистралях Германии. В автомобиле должно быть комфортно в первую очередь пассажиру, поэтому колёсная база Майбаха на 18 сантиметров больше, чем у Long-версии обычного Mercedes-Benz W223. На выбор есть две модификации, обе — с постоянным полным приводом и девятиступенчатым «автоматом».
Кресла Executive (наклон спинки регулируется в диапазоне 19-43,5 градуса) с обивкой из дорого́й кожи наппа, подогреваемой подушкой на подголовнике и массажем икр — стандартное оснащение. Те, кому и этого мало, за доплату можно получить пакет Seating Comfort с мультиконтурными креслами, несколькими программами массажа, подогревом шеи и плеч. Между задними креслами установлена сплошная консоль. В ней размещаются два подстаканника с регулировкой температуры, беспроводная зарядка, четыре USB-разъёма, держатель для фирменного планшета и два складных столика. Кроме того, там же установлен отсек для ноутбука и документов.
Базовый Mercedes-Maybach S 480 оснащается шестицилиндровым двигателем 3.0 (367 л. с.); Mercedes-Maybach S 580 — битурбомотором V8 4.0 (503 л. с.), а на вершине — Mercedes-Maybach S 680 с двигателем V12 6.0 (630 л. с.).

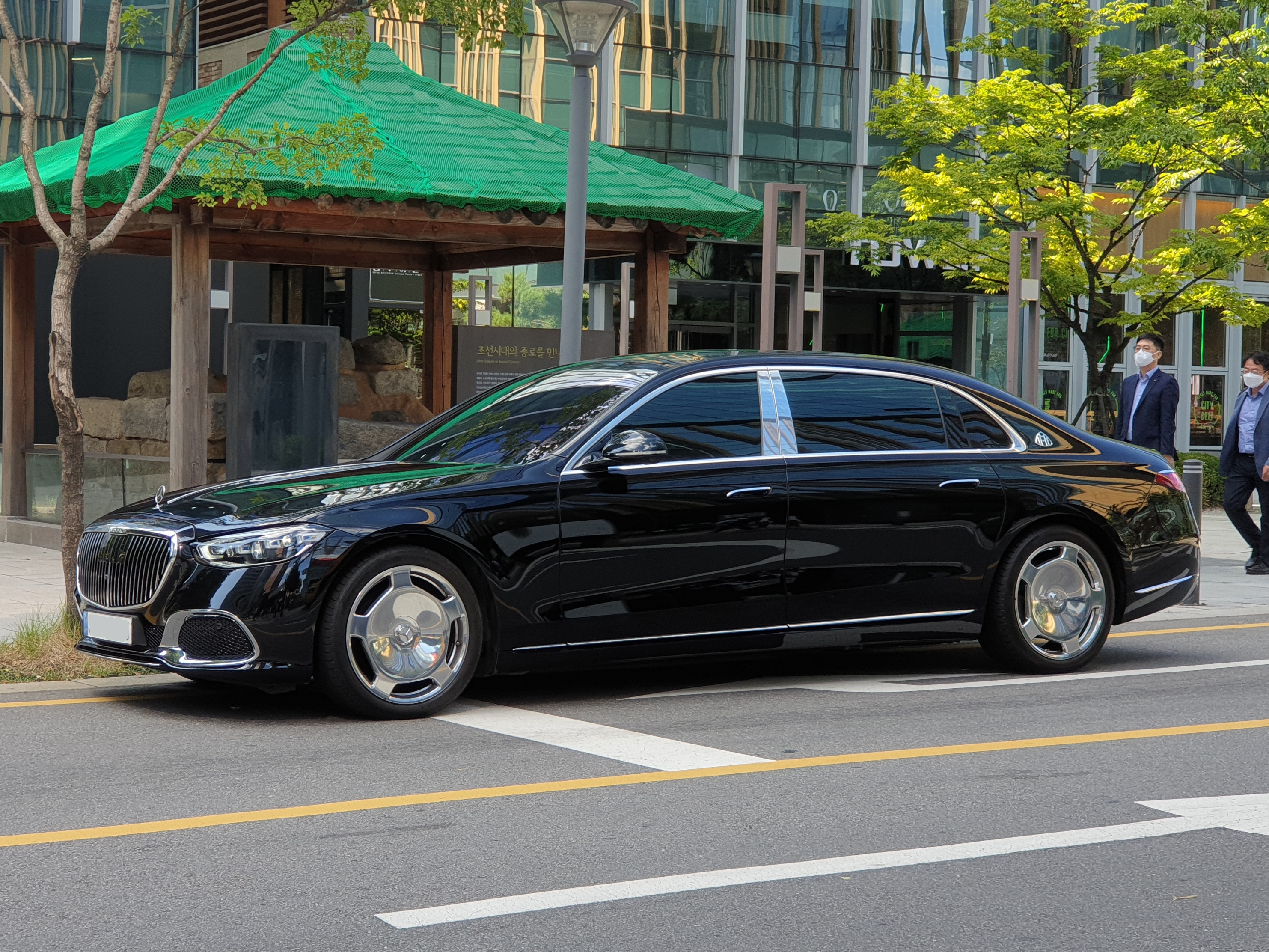
Mercedes-Maybach S 580
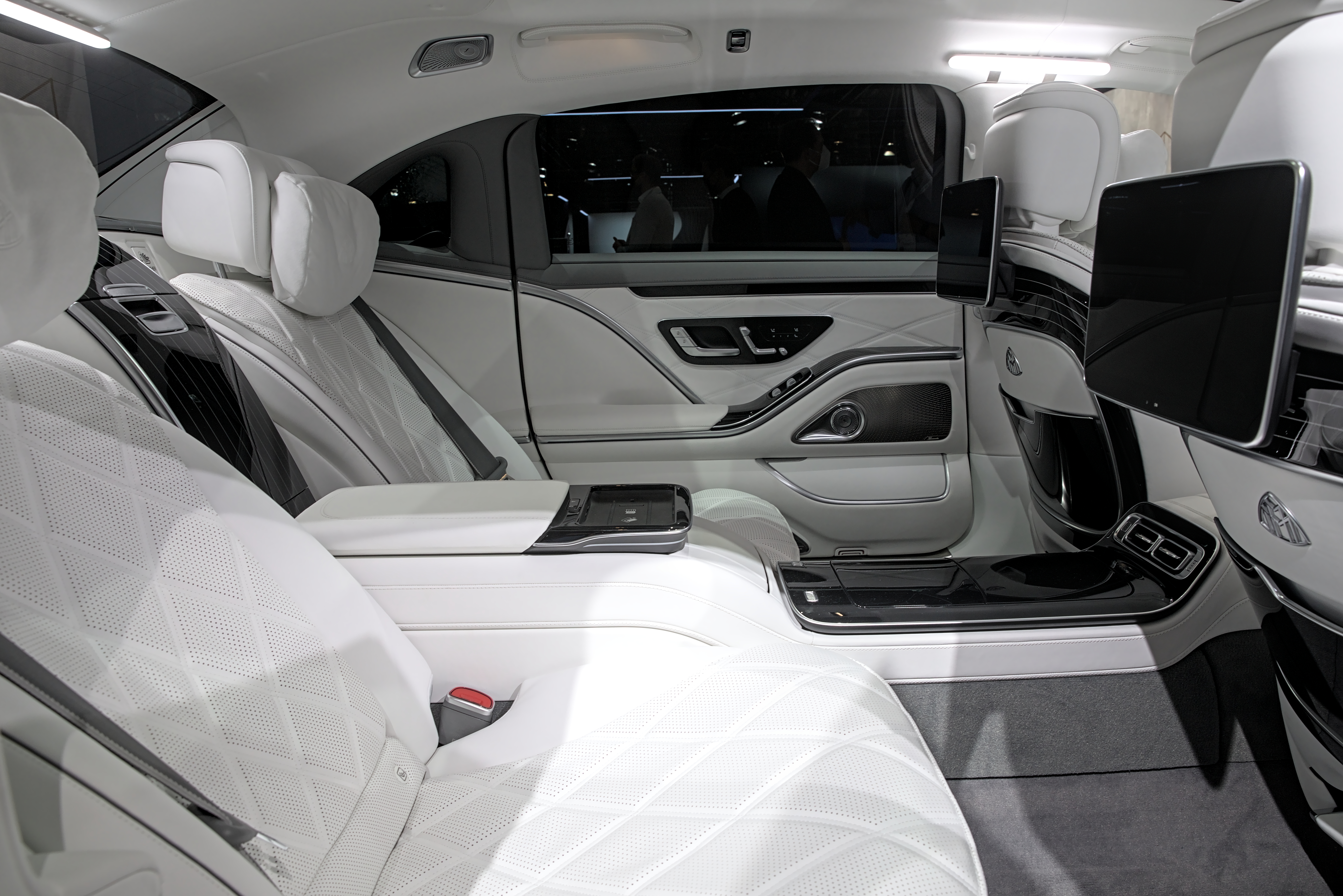
S 680, вид изнутри

### Concept EQS
На выставке в Мюнхене в 2021 году дебютировал новый концепт роскошного электрокроссовера — Mercedes-Maybach EQS. В основе электромобиля лежит модульная платформа MEA (Modular Electric Architecture). А запас хода кроссовера на одной зарядке достигнет 600 километров по циклу WLTP.
В салоне установлена мультимедиа из 3 экранов MBUX Hyperscreen, роскошный руль-штурвал, а также рельефные кресла с тонкими спинками и вставками из розового золота. На дверных картах вкрапления из необычного текстиля, пол покрыт искусственным мехом.

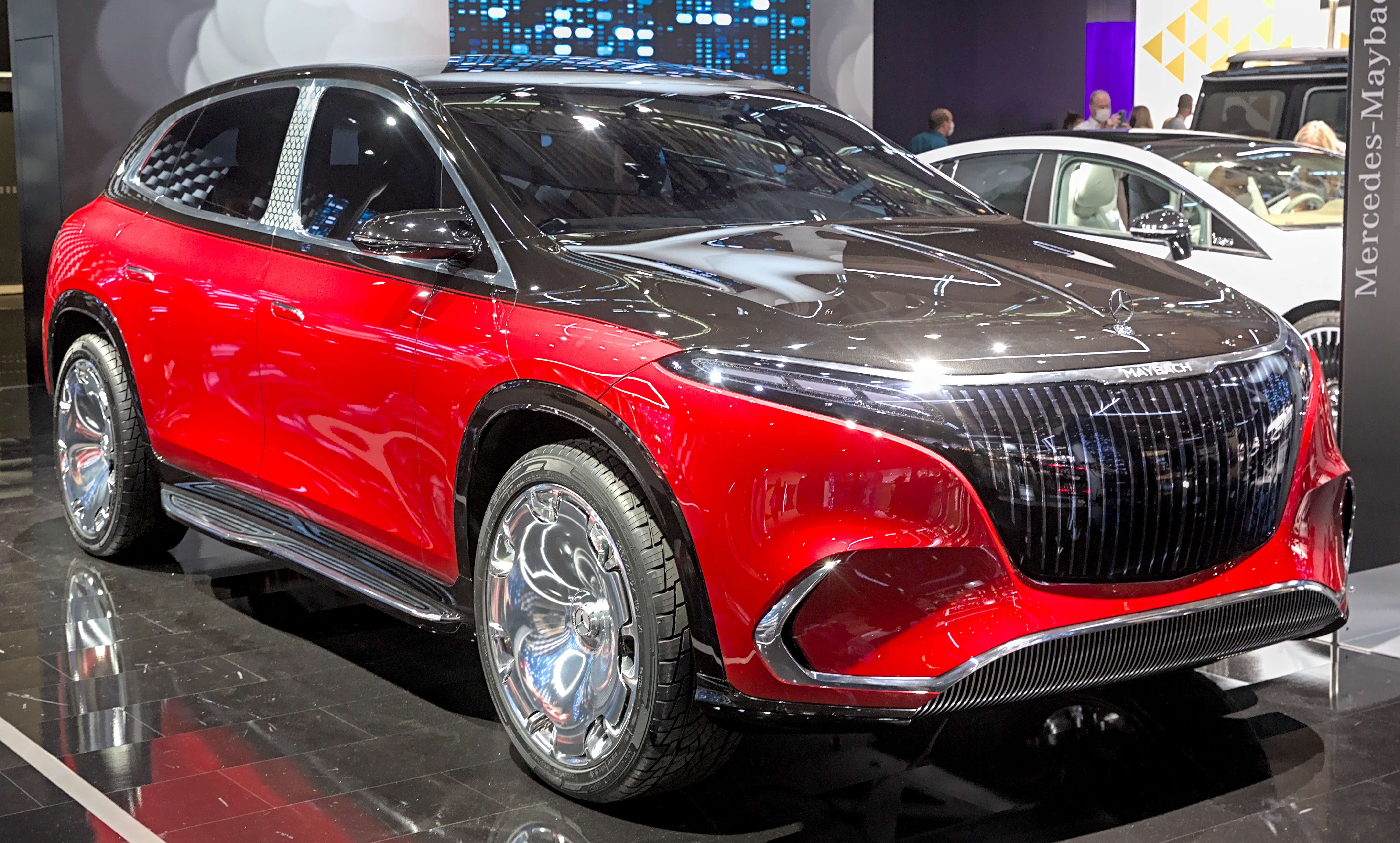
Concept EQS (2021), вид спереди
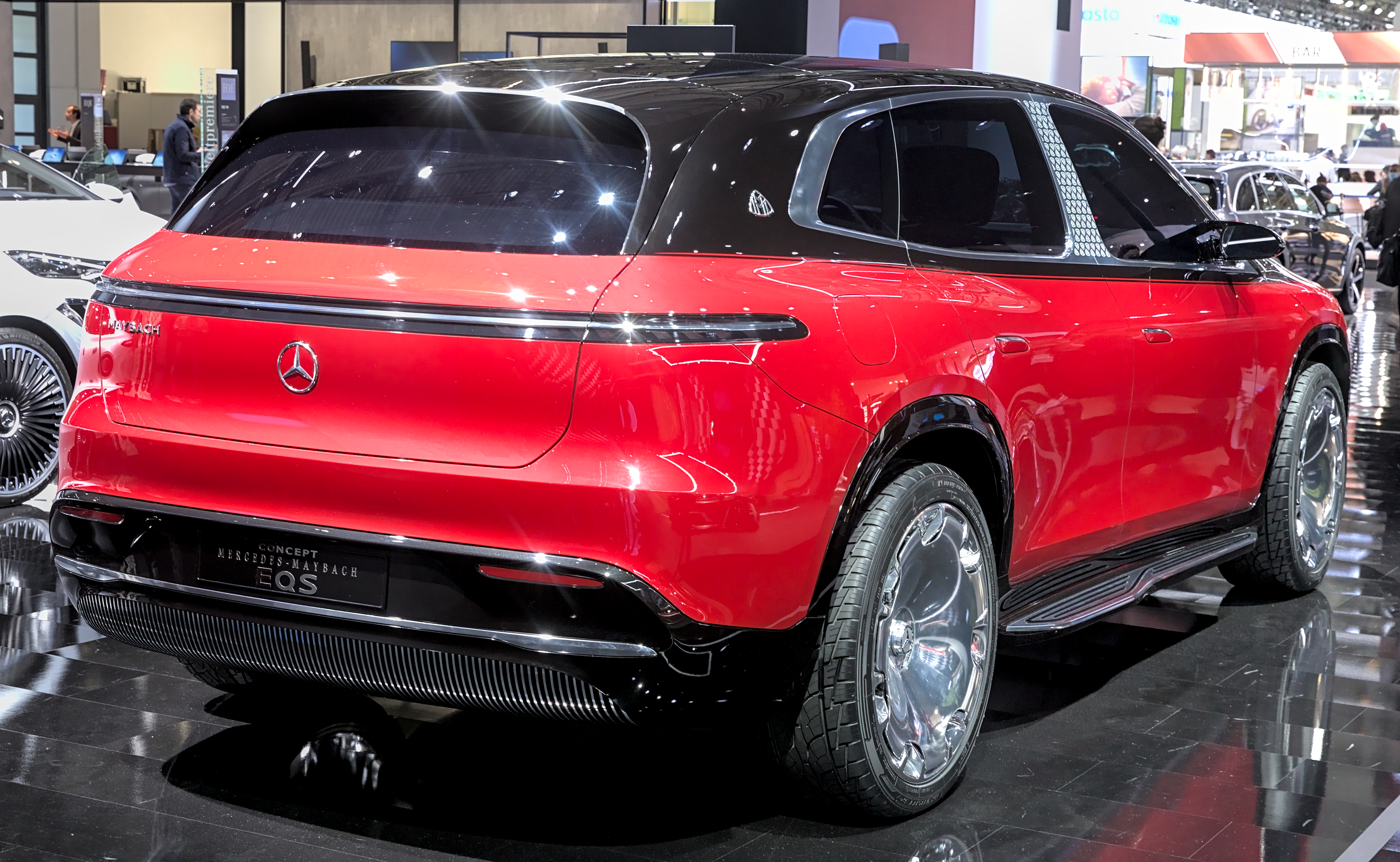
Concept EQS (2021), вид сзади

### Offroad-Concept
Почти шестиметровый внедорожник Offroad Concept был представлен в музее Рубелла в Майами в начале декабря 2021 года. В разработке дизайна также принимал участие недавно умерший дизайнер Вирджил Абло.
Особенностями стали защитные дуги с металлической пластиной спереди и сзади, восемь светодиодных прожекторов, расширители колесных арок на болтах и внешний каркас безопасности, одновременно выполняющий функции багажника. Под прозрачным капотом установлены солнечные панели, которые в теории дадут несколько лишних километров запаса хода. Сиденья в стиле итальянских суперкаров 1970-х раскладываются горизонтально. Рядом с водителем — топор. С торца передней панели закреплен съемный ящик.

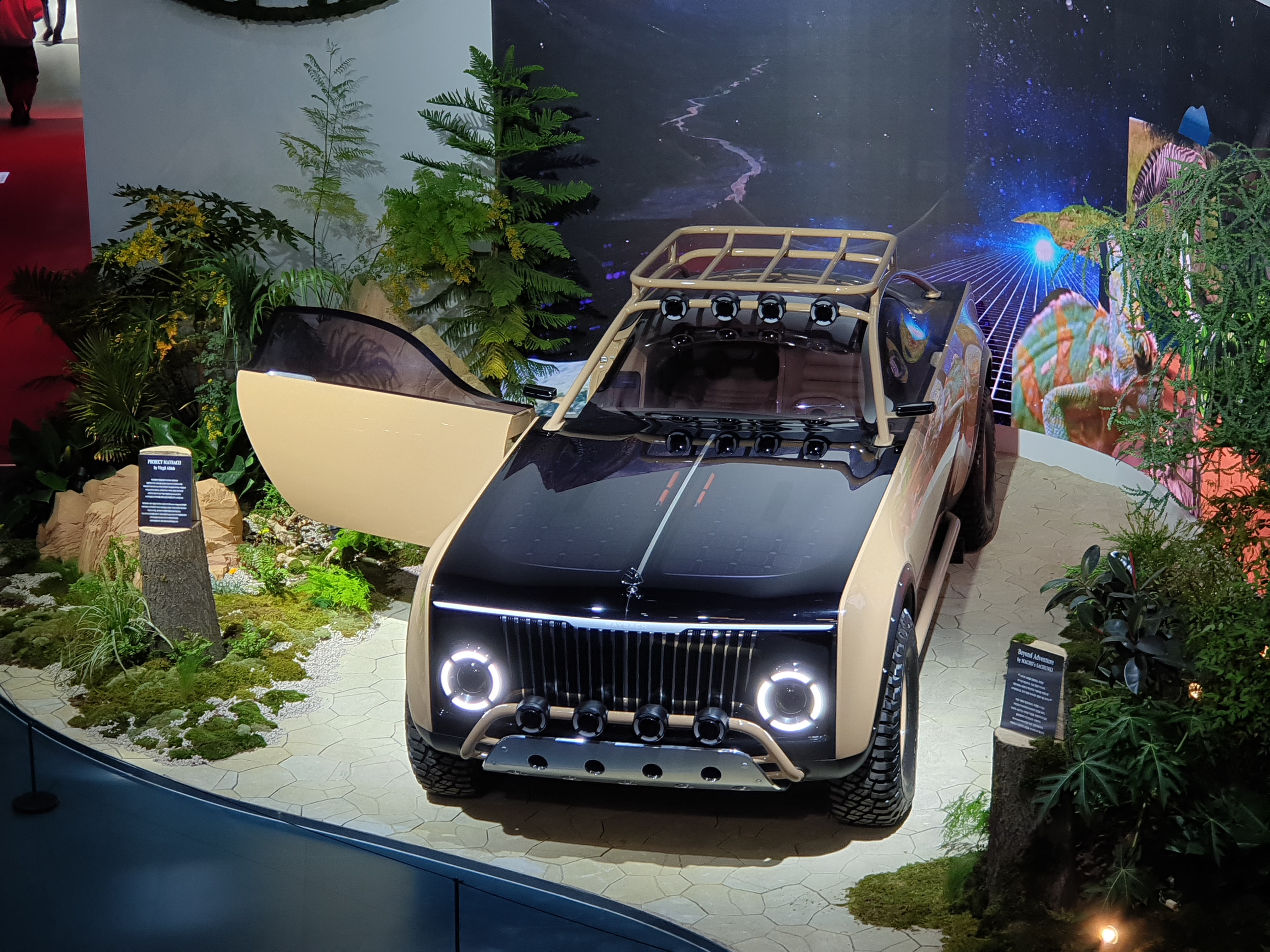
Offroad-Concept (2021)

### EQS SUV (Z 296)
На Шанхайском автосалоне в апреле 2023 года был представлен полностью электрический внедорожник Maybach EQS 680 на базе модельного ряда X 296. В нем установлена мультимедиа шириной 1,41 метра (состоящая из трех экранов), которая входит в стандартную комплектацию. Автомобиль обладает мощностью 484 кВт (658 л. с.) и крутящим моментом 950 Нм, как и в исполнении Mercedes-AMG EQS 53 4Matic+. Внедорожник, длиной 5,13 метра и шириной 2,03 метра, разгоняется до 100 км/ч за 4,4 секунды и разгоняется до 210 км/ч. Заявленный запас хода составляет до 600 километров.

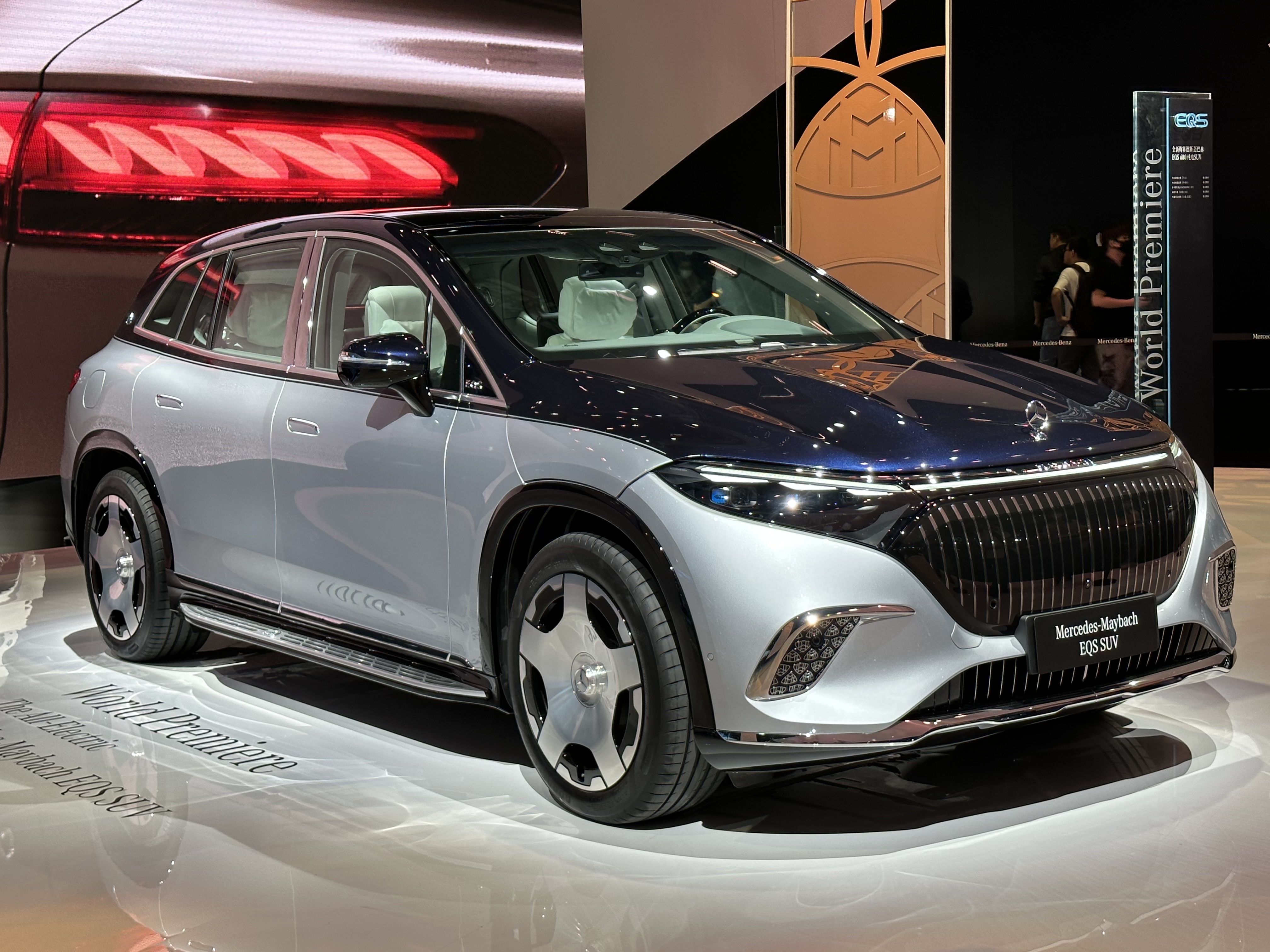
Mercedes-Maybach EQS SUV 680 (2023), вид спереди
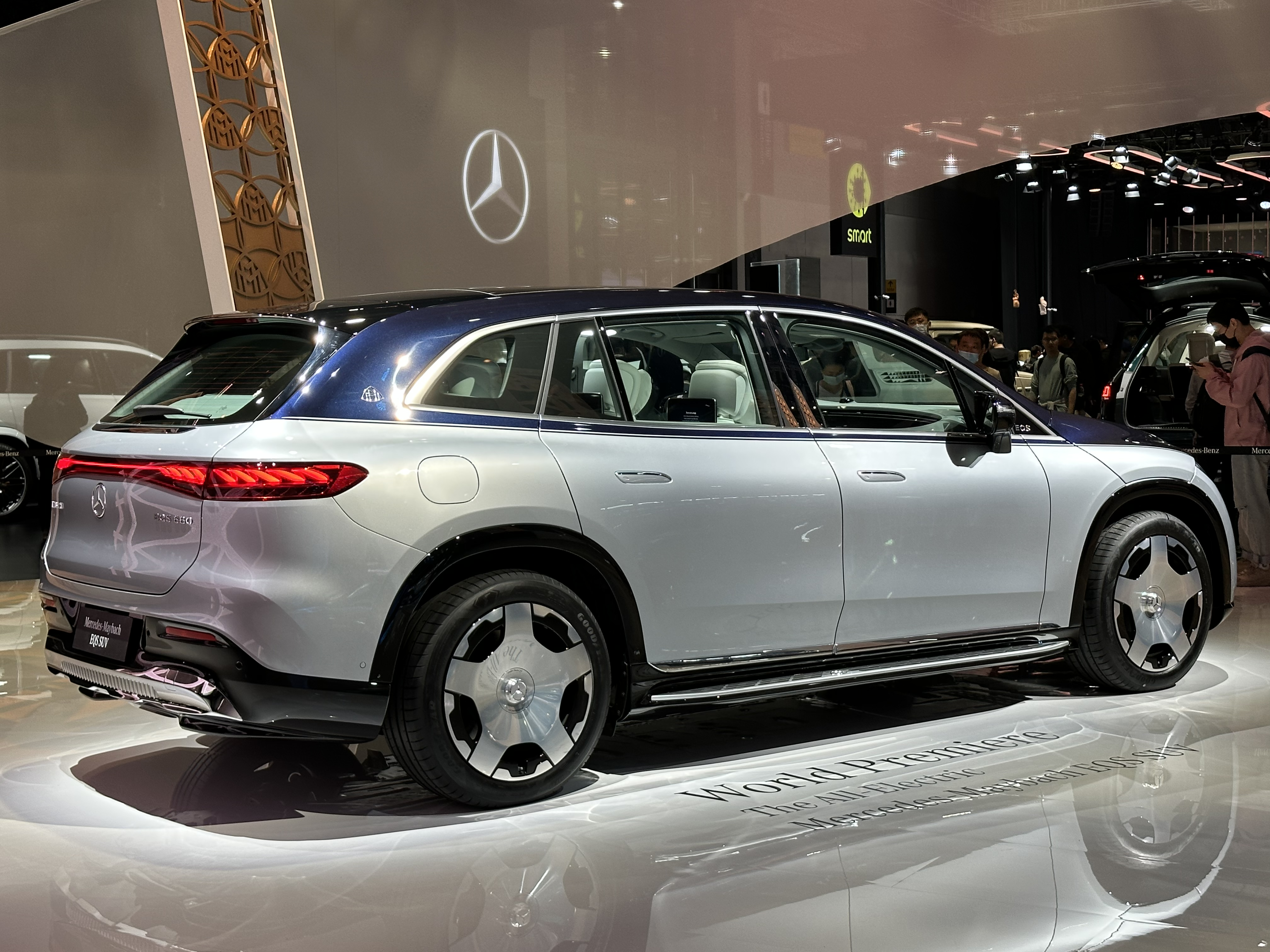
Mercedes-Maybach EQS SUV 680 (2023), вид сзади

## Список моделей
- Mercedes-Maybach S-Klasse (X 222)
  - S 400 4MATIC (M276, Biturbo-V6, 2.996 см³, 245 кВт (333 л. с.), 480 Нм), 2015—2017
  - S 500 (S 550 в США[22], 4MATIC) (M278, Biturbo-V8, 4.663 см³, 335 кВт (455 л. с.), 700 Нм), 2015—2017
  - S 560 (4MATIC) (M176, Biturbo-V8, 3.982 см³, 345 кВт (469 л. с.), 700 Nm), 2017—2020
  - S 600 (M279, Biturbo-V12, 5.980 см³, 390 kW (530 л. с.), 830 Нм), 2015—2017
  - S 600 Pullman (M279, VV 222, Biturbo-V12, 5.980 см³, 390 кВт (530 л. с.), 830 Нм), 2016—2020
  - S 650 (S 680 в Китае)[23] (M279, Biturbo-V12, 5.980 см³, 463 кВт (630 л. с.), 1.000 Нм), 2017—2020
- Mercedes-Maybach S-Klasse Cabrio (A 217), ограниченная серия из 300 автомобилей[24]
  - S 650 Cabrio (M279, Biturbo-V12, 5.980 см³, 463 кВт (630 л. с.), 1000 Нм), 2016
- Mercedes-Maybach G-Klasse (W 463), ограниченная серия из 99 автомобилей[25]
  - G 650 Landaulet (M279, Biturbo-V12, 5.980 см³, 463 кВт (630 PS), 1000 Нм), 2017
- Mercedes-Maybach GLS (X 167)
  - GLS 600 (M176, Biturbo-V8+Электромотор, 3.982 см³, 410+16 кВт (558+22 л. с.), 730+250 Нм), 2020
- Mercedes-Maybach S-Klasse (Z 223)
  - S 480 4MATIC (в Китае) (M256, Турбо-R6+Электромотор, 270 кВт+16 кВт (367 л. с.+22 л. с.), 500+250 Нм), 2021
  - S 580 4MATIC (M176, Biturbo-V8, 3.982 см³, 370+15 кВт (503+20 л. с.), 700+250 Нм), seit 2021
  - S 680 4MATIC (M279, Biturbo-V12, 5.980 см³, 450 кВт (612 л. с.), 900 Нм), 2021
  - S 580 e (M256, Plug-in-Hybrid-V6, 2.998 см³, 270+110 kW (367+150 л. с.), 500+440 Нм), 2023
- Mercedes-Maybach EQS SUV (Z 296)
  - EQS SUV 680 4MATIC (484 кВт (658 л. с.), 950 Нм), 2023